# 光とともに…
『光とともに…〜自閉症児を抱えて〜』（ひかりとともに じへいしょうじをかかえて）は、戸部けいこによる日本の漫画で、自閉症児とその家族の抱えるエピソードを描いた作品。2000年11月号から『フォアミセス』にて連載開始。2004年度第8回文化庁メディア芸術祭マンガ部門優秀賞を受賞。2004年に日本テレビ系「水曜ドラマ」枠でテレビドラマ化された。
2009年3月号を最後に作者の病気療養のため休載となった。2010年1月28日に作者が死去、『フォアミセス』2010年4月号、5月号に病床に残された未発表の遺稿が掲載された。その後、単行本化されていない原稿と病床に残されたネームなどをまとめた単行本の最終巻（第15巻）が刊行された。
2016年、作者デビュー30周年を記念して『フォアミセス』2016年3月号で特集が組まれ、残されたネームに生前戸部と親交のあった漫画家の河崎芽衣がペン入れをし、完結編として掲載された。

## 作品
綿密な取材に基づいて自閉症を描写している。サラリーマン家庭の東（あずま）家に生まれた光（ひかる）が自閉症であることが判明し、それに対する家族の葛藤や日常生活の大変さ、自治体の福祉政策の未整備などによる翻弄、保育園から小学校の特別支援学級での生活を経て、中学校の特別支援学級へ進学した光の成長と新たなる問題などが描かれている。
作者の次男の保育園卒園式においての、自閉症の同級生のエピソードが執筆のきっかけとなった。以後、その同級生の家族の話もストーリーの参考にしている。
2010年2月9日時点の累計発行部数は約240万部。韓国・香港・台湾・アメリカ合衆国・カナダでも、現地語に翻訳され、出版されている。

## 登場人物

### 東家
第13巻まで「東京のA区竹山」という町の分譲マンションに住んでいたが、第14巻で雅人の転勤を機に一家揃ってS区の雅人の実家へ転居し、雅人の母と同居を始めた。
東 光（あずま ひかる）
この物語の主人公。東家の長男。生まれた時にきれいな朝日に幸子が感動したため、光と名付けられた。
誕生直後から「抱っこを嫌がる」「夜になっても寝ようとしない」など周囲の子たちと違った面が見受けられ、1歳半健診で聴覚障害を疑われ、後に自閉症と診断される。知的障害と、首から上の感覚過敏も伴っている。騒音や犬などが苦手であり、キラキラ光る物や綺麗な物、水などを好み執着する。未就園時代にはベビーカー、小学生時代は登下校時の通学帽着用に強いこだわりを持っていた。何かあったときに「きーっ」と叫ぶのが癖。好物はカニカマ・キャベツの卵炒め。
世の中のルールが上手く飲み込めず、幼い頃は不法侵入および器物破損、万引き未遂、無賃乗車、無銭飲食など頻繁にトラブルが起こっていた。中学生となった現在では、思春期特有の心身の問題や、見知らぬ他人の行動を執拗に注意するなどの問題も発生しつつある。
きのこを食することは苦手だが、きのこを模したゲームキャラクター「チョコビ」が好きで、テーマソングも歌える。
2歳半頃からの福祉センターの母子通園を経て、七月町保育園を1年保育で卒園し、七月小学校卒業。穂田中学校に入学し2年時の1学期まで在学していたが、一家の転居に伴いS区の亀宮中学校に転校した。
光のことを知らない通りすがりの女子中学生曰く、「ウエンツに似ている」。
血液型はA型。
東 幸子（あずま さちこ）
この物語のもう一人の主人公。光の母親。旧姓西山。一人っ子として育ち、反抗期もいじめもなく、何不自由もなく育ってきた。尾崎豊の曲が流行した頃に中学時代を過ごし高校までは地元の公立校を卒業、お嬢様が多く在籍する短大を卒業後就職した。雅人とは会社で出会い、結婚。光の保育園入園と同時期に、経理事務の経験を生かし、会計事務所のパソコン入力業務を主とした在宅ワークを始める。
悩み、傷つきながらも光の障害を受け入れ、笑顔で育てている。
特技は人間観察。カラオケで歌うことが苦手。
東 雅人（あずま まさと）
光の父親。IT企業「ジャパネット」勤務。
地元の名士の長男で、区立開明小学校卒業後、私立の男子校に就学し、大学は理系学部を卒業、会社では20代ながら昇進を見込まれていた。
光が小さい頃は、自分の幼少期から受けた両親からの教育の影響で家庭よりも仕事が大切と思い、家のことを顧みず世間体を気にしてばかりであった。新婚のときはそのような性格は出さず、優しい性格だったが、光の自閉症が判明したことで、幸子との言い争いが絶えなかった。しかし自らが過労で倒れ、幸子たちが今まで彼女や光にあたっていた自分のことを心配に病院へ駆けつけてきたことに改心し、それ以降は子供たちの面倒を見たり幸子を気遣ういい父親になった。過労で倒れ回復後は閑職へ回されるが、しばらくして復帰。その後、上司とのいざこざから地方の事業所へ左遷されるが、障害者支援が絡んだ企画書が専務取締役の目に止まり、本社へ返り咲く。本社復帰後は地方の事業所の人脈や環境を活かし特例子会社「ジャパネットきのこ園」を立ち上げ、同社のCMにも出演した。現在、転勤により神奈川の事業所に勤務。幸子と結婚する以前から会社などで女性に人気があり、ライバルが多い中、幸子に告白された。
東 花音（あずま かのん）
光の妹で7歳年下。東家の長女。父親の出張中の台風の日に生まれる。出産中にカノンが流れていたことや、「花のような子が訪れた」という意味で花音と名付けられた。
自分の意見をはっきり言う性格なので、光とはたまに喧嘩をしている。しかし、クラスメートなどからの兄をバカにするような発言を耳にすると、兄の行動についてサラッとフォローしたり、時には悔しさのあまり取っ組み合いの喧嘩をするなど、実は非常に兄思い。
お転婆ではあるが容姿は可愛く、子供モデルの事務所への登録を勧められたこともある。
ほとんど手のかからない子として育ってきたが、どうしても兄中心に家族の生活がまわっているせいか、幼い頃から自然と我慢強さが身についており、両親や祖母、周りの友達への気遣いの心も強い。それゆえに辛さを一人で抱え込んでしまう節がある。しかし、母親の幸子には普段からよく懐いており、甘えることもある。また、成長してからも、兄の光のサポートなどで、幸子の右腕的な役回りを買って出る様子も見られるなど、幸子を慕う心は強い。
幼い頃から人形の「ニノくん」が好きで、現在でも辛いことがあると話しかけたり添い寝したりしている。将来の夢は「（海七太君の）お嫁さん」「犬を飼いたい」。
七月町保育園卒園後、七月小学校に就学し学童保育にも所属。同時期にトランポリンを習い始めた。しかし、一家の転居のため、1年の2学期より父親の母校でもある開明小学校へ転校予定である。
幼少時は、光と一緒に視聴する男の子向けテレビ番組の影響による言葉遣いの悪さを雅人の母から指摘されたこともあったが、小学生になった現在では目立たなくなっている。

### 七月小学校教師
吉沢校長
七月小学校の前校長。女性。光が5年生になる前の春休みにクモ膜下出血で急逝する。
光のあさがお教室編入希望に対し、受け入れに積極的であった。また、校長の立場でありながら毎朝校門前に立ち、生徒一人一人に声をかけ目を配らせていた。その教育姿勢は、亡き後も七月小学校の若い教師たちに引き継がれて行った。
酒豪で、趣味は油絵。宗教やしきたりなど細かいことに囚われない性格。女手ひとつで一人息子を育て上げた。
青木 繁（あおき しげる）
光が1年生〜4年生のときの、あさがお教室（特別支援学級）の担任。特殊教員免許保有者。
光たちをきめ細かく指導してくれており、保護者の信頼も厚い。若林との結婚に伴い異動し、現在は島田小学校勤務。
若林 紀子（わかばやし のりこ）
光が1年生の時の交流学級の担任。また、光が4〜5年の時に在籍していたお料理クラブの顧問。
光が4年生の時の冬に青木先生と結婚し、6年生になる前の春に異動。
甲田 徹（こうだ とおる）
吉沢校長の後任。障害児への支援については関心が薄い。世間体を気にする性格で、校長室隣だったあさがお教室を独断で遠い場所に移動させた。また、郡司先生があさがおの担任に慣れていない頃は光をしょっちゅう出歩かせてしまう彼女を叱ることが多々あった。その後も光の度重なる問題行動に悩まされたことから彼の小学校卒業後は穂田中学校ではなく特別支援学校へ行かせるべきだと考え、教頭と対立した。
光の林間学校の際には当時教員待ちだった栗林青年を光専用の補助員とし、光の支援に協力してくれた。
郡司先生
光が5年生の時のあさがお教室の担任で、信明が1年生の時の担任。光が1年生の時に事故に遭った原因に関わっていたことなどから、あさがお教室就任前から幸子にとって印象が悪かった。定年退職前の1年間、体育の授業をやらなくていいという理由であさがお教室の担任を自ら進んで引き受けるものの、自閉症の知識は全く無かったためにトラブルが多発した。しかし、保護者（特に幸子）が何度もアドバイスやお願いを繰り返し、最終的に副島先生など専門家の手ほどきを受けてからは、順調に授業ができるようになった。また、授業最終日には光が事故に遭ったときのことを気にしていたことや自閉症に対して無理解で迷惑をかけたことを幸子に詫び和解した。家庭では、定職に就かず、自由奔放なパラサイトシングルの一人娘と亭主関白気味の夫に悩んでいる。
定年退職後すぐに腰痛を悪化させ入院したが、その後のことは不明。
西脇先生
光が5、6年生のときの交流学級の担任。男性。
胃下垂で下戸。トレードマークはロン毛。保護者たちの苦情を受けた後など、度々胃痛を訴えている。幸子の要望を素直に受け止め、信明、光をよく知る先生たちからアドバイスを受け入れながら、光がクラスの一員として心穏やかに過ごせるよう、積極的に支援してくれた。
小学校時代は父の仕事の都合で田舎の小さな小学校に通っていた。
土屋 かをり（つちや かをり）
七月小学校の養護教諭。
1年生の夏に光が事故に遭い倒れた時から何かと世話になっている。光が学校で作ったクリスマスリースを「お世話になった人」に渡すといわれた時、光は真っ先に彼女のもとへ行った。
光が小学校卒業後に異動。その後、五利先生と結婚し、一女をもうける。
異動後も、様々な悩みを抱え込んでいる絵理の相談相手になり、絵理が養護教諭を目指すきっかけとなった。
第6巻では「道子」という名前だった。
五利 雅治（ごり まさはる）
光とは別のクラスの担任の立場でありながらも、光が1〜5年生の時、積極的に支援に関わり、行事などスムーズに参加できるよう考え工夫してくれた。パソコンの操作が得意で、5年生の宿泊学習時には光用のしおりを作ってくれた。若林先生と同時に異動。鉄道ファンでもある。
第6巻では「弘」という名前だった。
竹内 松子（たけうち まつこ）
光が5年生の時の5年2組担任。トレードマークはパーマヘア。五利先生同様他クラス担任でありながら光の支援に積極的に関わり、行事などスムーズに参加できるよう協力してくれた。また、学生時代からキャンプに関わっていたことから、林間学校の際にはキャンプファイヤーの際の薪を綿密に計算して工夫しながら組んでくれた。
他の教員とは異なり、下の名前で呼ばれている。
教頭先生
男性。第7巻から登場したが、いつから在籍しているかは不明。
養護学校の教員である妻から色々教わったり、特別支援コーディネーターの勉強をしたりし、あさがお教室の生徒たちと遊んだりしてくれた。また、学校からの苦情に落ち込む幸子を励ましたり、赤松先生が困った時に助け舟を出したりしてくれた。
赤松 直樹（あかまつ なおき）
光が6年生の時のあさがお教室の担任。教員採用試験の倍率の高い年に採用された。
自閉症の知識はあるものの、自閉症児に接したことが無かったために想定外の出来事に対処できず、生徒に怒りをぶつけることも多い。また、「指導力がない」と評価されることを恐れ、独りで問題を抱えがちであった。前任の学校ではモンスターペアレントたちの要求や苦情などに悩まされ、あさがお教室の保護者の相談や要望も同様と誤解し受け止めていた。五利先生と同じくパソコンが得意で、修学旅行の時には自分から光用のしおりを作ってくれた。しかし結局最後まで反省する気がなく、他の保護者や幸子たちとも和解には至らなかった。
桑畑先生
花音が1年生の時の担任。自閉症の兄がいる花音について理解し、そのことが絡んでトラブルが起きた時には仲裁してくれた。
新しい保健室の先生
土屋先生の後任。名前は不明。
花音がクラスメイトの男子とトラブルを起こし、怪我した時は桑畑先生同様仲裁してくれた。

### 穂田中学校教師
星野先生
青空教室（特別支援学級）の担任。男性。特別支援学級での指導経験が長く、保護者たちからの評判も良い。
日下（くさか）先生
青空教室の副担任。ショートカットがお似合いの女性。星野先生とは違い特別支援学級での指導経験は浅いが、明るい性格で、評判は良い。
藤森先生
光が1年生のときの交流学級の担任。ロングヘアの優しい女性。光に対しても好感を持ち、星野先生の指導の下、光との交流は勿論、問題行動の解決にも協力的。

### 光の友達とその家族
小山田 太陽（おやまだ ひろあき）
福祉センターで出会った、光と同じ年の自閉症児。傘の柄への執着がある。
福祉センターの母子通園修了後、1年間保育園に通うが、要望を申し出ると迷惑顔をされたり昼寝時間中は鍵をかけた部屋へ隔離されたりなど、冷遇される。保育園卒園後、養護学校へ進学。指導者に恵まれた小学部生活を送るが、同学校の中等部に進学した現在は女性へのボディタッチが激しい状況でありながら、指導者たちは容認状態であったり、スクールバスでストレスを抱えるなど、問題が発生しつつある。
太陽の母
一家で米販売店を営む自営業。話し言葉は関西弁。福祉センターの母子通園で、最初に幸子と仲良くなった。明るい性格に幸子が励まされることも多い。母子通園修了後も、情報交換をしたり愚痴をこぼし合ったりなど度々連絡を取り合っている。現在、息子のボディタッチの件で学校に抗議するも学校関係者に理解者がいないことや、通学バスで太陽がストレスを抱えていることについて悩んでいる。
金沢 信明（かなざわ のぶあき）
七月町保育園で光と出会う。最初の頃は他者に迷惑をかけても怒られない光と衝突が絶えなかったが、光が生まれて初めて「ごめんなさい」を彼に言ってから、徐々に光を認めていく。
七月小学校に進学後、5〜6年生の時には光の手つなぎペアになった。
喘息持ちで、修学旅行当日に発作を起こし欠席したことがある。元来、正義感が強い性格で、保育園卒園時の将来の夢は「レスキュー隊」、4年生の学芸祭の際に沖拓也が光にヤジを飛ばした時は拓也に対して謝罪を要求、中学進学後も、いじめに遭っているござる君の味方になってくれた。
5年生の時あさがお教室担任だった郡司先生は1年生の時の担任（1年1組）。
小学校卒業時の将来の夢は「お父さんみたいな人」。七月中学校に進学し、バドミントン部に所属する。5歳年上の兄がいる。
信明の母
ブディックに勤務している。光のことを理解していて、幸子とも仲良し。大晦日に酔っ払って帰ってきた夫をバットで殴るなど、勇ましい性格。
中島 萌（なかじま もえ）
保育園で光と出会う。優しくしっかりした性格の女の子。保育園から小学校低学年にかけて一番光の面倒を見てくれ、高いビルによじ登って行く光を心配し、高所恐怖症でありながら追いかけたこともある。
高学年の時には美羽の手つなぎペアになった。将来の夢は保育士であったが小学校卒業時には看護師に変わった。
七月中学校に進学し、野球部のマネージャーになり、部員の一人と交際を始める。
中島 久子（なかじま ひさこ）
萌の母。夫と離別し、萌と実母（萌の祖母）との3人で暮らすシングルマザー。
保育園で萌に過剰に手を出し、挙句危ないことに巻き込む光を嫌っていたが、実母が病気をきっかけに周囲から孤立している様子を見て光と幸子の立場を理解し、和解した。
小学校の入学式では悪口を言われた光をかばい、吉沢校長の葬儀では、光と幸子が霊前に拝めるように手助けしてくれた。顔は萌とあまり似ていない。
七月中学校出身である。
萌の祖母
脳卒中で倒れた経験があり、萌が幼い頃は寝たきりの生活だった。現在は外出できるくらいまで回復している。
小学校に入学した次の日に迷子になった光を見つけ、保護したことがある。
ござるくん
信明・萌と同じく保育園の時から光と一緒。本名は不明。唐草模様の服をよく着用している。語尾がいつも「〜でござる」なので、"ござる君"。機械いじりやものづくりが好きな理由で、私立の西東京工業大学付属中学校を受験するも不合格。七月中学校に進学後、勉強を頑張るようになり学年で10番以内の成績を取るようになったが、それが元でいじめを受けるようになる。囲碁部に所属している。
ござるくんの母
スーパーのアルバイト店員で、息子同様ふくよかな体格である。光が保育園に入ってすぐの頃は光に対してあまり理解しておらず、無意識のうちに見下したような言葉を幸子にかけたこともあったが、だんだん理解していく。子供たちが小学校6年時には校外委員に就任した。現在、息子へのいじめについて、各方面へ交渉中である。
片倉 絵理（かたくら えり）
光の幼馴染の1人。たけのこ幼稚園卒園後、七月小学校に就学した。母親の言動にならい光の行動を見て見ぬ振りをした結果、事故を招いたこともあった。小学校高学年くらいの時は、聡明でありながら学校で気が合う友達がおらず、浮いた存在になっていた。私立中学受験に挑むものの、体調不良やプレッシャーに勝てず全滅する。七月中学校とは別の中学校へ進学後は、友達とコンビニエンスストア前でたむろしたり、遊戯施設で遊ぶ姿などが幸子に目撃されている。性格の裏表の激しい父親の影響で、男性と2人きりで会う状況を忌み嫌っていたが、遊戯施設で知り合った翔平とは徐々に親密となり、後に妊娠の不安を感じたこともある。15巻に掲載されたネームによれば、電車喫茶でアルバイトをしていたことが原因で翔平から暴力を受けたうえに彼の部屋に監禁されるが、土屋先生にメールをし救助される。その後、母親とともに自宅を去り、保健室の先生になることを目指し転居先の中学校で頑張っているメールを土屋先生に送る。
絵理の母
母親学級で幸子と知り合い、子供たちが幼い頃は、海七太の母も交えた3人で子供たちを公園へ連れて遊んだり、東宅でお茶をしたりなど、仲は良かった。しかし、光のことを悪く言っていることが幸子に知れたのがきっかけとなり、さらに光と幸子に対する陰険ないやがらせも輪をかけて、幸子との仲は険悪になる。現在は周囲とはクールに距離を置いていて、幸子とは会えば会釈を交わす程度である。
夫のDVに長年苦しんでいる。将来自分と同じ思いをさせたくないという願いと、絵里の成績で自分を評価する夫を恐れ、絵里の教育に関しては殊更に力を入れて来た。15巻に掲載されたネームによれば、翔平の部屋から救助された絵里に諭され離縁を決意、土屋先生にシェルターを紹介され絵理を連れ転居する。転居先では、パートを2つ掛け持ちし、母娘共々幸せな生活の再建を目指す。
絵理の父
世間体など気にする性格。絵里に対しても、彼女が失敗などした時には冷たい言葉を漏らしたり中学入試に落ちた時は「格好悪くて親戚にも顔出せない」と怒鳴っていた。人当たりが良く優しそうな外見とは裏腹に職場のストレスを溜め、恥をかかされたときや機嫌が悪い時は自宅内で妻を殴る、蹴る、髪を引っぱるなどひどい暴力を振るう。
田中 海七太（たなか かなた）
絵里と同じく、母親同士が母親学級で知り合った、光の幼なじみの1人。ダンスが得意。光の障害が発覚した頃から疎遠になっていたが、たけのこ幼稚園卒園後同じ小学校へ進学したことがきっかけで、交流が復活した。5年生になる直前頃に、大手芸能事務所「亜衣プロダクション」のジュニア部に所属、アイドルとして芸能界デビューする。コンサートのほかCM、映画への出演など、多忙な様子である。5年生の2月、父親の仕事の都合で、西東京方面の学校へ転校して行った。
美咲に対しては、過去に何かと助けてもらったことや、互いの似ている部分を感じて特別な思いがあり、自身の入院時にも、美咲と面会したい旨希望した。
海七太の母
見た目は派手なヤンママだが、思いやりがあり、光のことをよく気にかけている。夫はサラリーマン生活を経て現在は朝鮮料理店経営者である。海七太がデビューしてからはファンの子の電話や出待ち、ピンポンダッシュなどに悩まされる。転居直前の息子と美咲とのバレンタインのやりとりを目撃してからは、時に美咲の母と申し合わせお膳立てしながら、息子と美咲とのはっきりしない仲を静かに見守っている。海七太は彼女に似ている。
井上 菜摘（いのうえ なつみ）
光が入学した年、あさがお教室に在籍していた軽い知的障害の3年生。特技は「ザリガニ釣り」で、七月小学校の生徒たちに指南したこともあった。青木先生の指導で、小学校卒業直前頃には時計について理解できるようになった。
山口くん（やまぐちくん）
光が入学した年、あさがお教室に在籍していた自閉症の5年生。名は第2巻において「巧（たくみ）」であったが、第3巻は「功（いさお）」になっている。「東京タワーの上は」との質問に対し「こわいねェ」と答えないと怒る。彼の母親は、学校の先生たちにくってかかったり息子の行動についての微笑に過剰反応して怒ったりなどしたために、障害児の保護者は付き合いづらいという先入観を植え付けていった。
本田 美羽（ほんだ みう）
あさがお教室に在籍する自閉症児。光が4年生の時に入学。七月小学校入学前は、家庭の事情で診断・療育なども受けられなかった。幼稚園では問題児扱いされ、卒園式の出席を先生から拒否された。青木先生の指導がきっかけで、意思疎通の手段を身につけたりトイレでの排泄などができるようになった。また、父親には邪魔者扱いされていたが、母親の努力と工夫も手助けし、テープレコーダーを使って見送りをした時は涙目で喜ばれるなど、改善の兆しを見せる。
美羽の母
海七太の母と同じくヤンママだが、彼女とはタイプが違っていて、言葉遣いが乱暴。幸子とは対照的に、先生など周囲の対人関係に恵まれずに育ち、夫が借金を作っては引っ越しを繰り返し、現在は狭いアパート暮らし、親とも縁が切れている。七月小学校に入学するまで美羽が自閉症だと知らなかった。ぶっきらぼうだけど、美羽のことを邪魔者扱いする夫と見物人が出るほどの大喧嘩をするなど、美羽のことを大切に思っている。趣味はパチンコ。人間性や性格は良いにもかかわらず、言葉遣いの乱暴さ故に損をしていることを渋沢さんに諭され、彼女なりに考え改める様子は見せている。
石田 大介（いしだ だいすけ）
光が4年生の時、手つなぎペアになった6年生。若林先生を密かに慕っていた。当初、手つなぎペアの仕事を面倒くさがっていたが、光と接するうちに、弟のように親しみを持つようになる。また、彼自身も自分の意見をきちんと発言できるように変わっていき、光が発表会でからかわれたときには堂々とかばって抗議してくれた。七月中学校に進学し、サッカー部に所属する。中学進学後も、小学6年生の光が不良の中学生たちに絡まれているのを見つけると、間に入り体を張って守ってくれた。
大介の母
大介が自宅で光のことについて生き生きと話すのを聞いて、同じく光に親しみを持つようになる。発表会終了後には、自宅に遊びに来てもらいたい旨、歓迎してくれた。また、光と大介が不良中学生に絡まれた後には、幸子とともに中学校へ抗議した。
沖 拓也（おき たくや）
光が4年生の時、発表会で光をからかった言動をした。萌と同じクラスで、クラスを学級崩壊状態にさせるなど問題児ではあるが、陰で光と遊んだりしてくれた。放浪する光を追いかけ、2人で八王子まで行ったこともあった。母親は交際相手と家出し蒸発、父親は働かずに酒に溺れ、家庭においてはネグレクトという境遇である理由から、4年生の冬、児童養護施設へ入所するために転校して行く。1年後、光たちと再会した時に、転送された養護院「白羽学園」で上級生と職員からの虐待に遭っていることが発覚。面会に来た雅人の協力もあり児童相談員によって助け出された。
友也くん（ともやくん）
おひさまハウスで出会ったアスペルガー症候群の特徴の強い自閉症児。苗字は不明。光と同い年。島田小学校の特殊学級に在籍する。言葉が話せるために自閉症に見えず、同級生にからかわれることが多かったが、島田小学校に赴任して来た青木先生のアドバイスを受け、特殊学級に編入する。
友也くんの母
おひさまハウスで幸子たちと出会い、お互い青木先生を知っていることもあって意気投合。息子と髪の長さ以外は瓜二つ。美羽の母から亮太親子についての話を聞いて共感し、力になりたいと思っている。
金本 つばさ（かねもと つばさ）
光が6年生の時にあさがお教室に編入してきた3年生で、ディスレクシアの特徴の学習障害児。弟が1人いる。教頭先生と担任の先生のアドバイスを受け、あさがお教室に編入する。あさがお教室で、赤松先生の手が回らない時には、さりげなく美羽をサポートしてくれた。3年生の秋、学習障害児のサポートに積極的な学校へ転校して行く。
つばさの母
文字の読み書きができないことおよび、そのことが原因で友達からいじめに遭っていることで、苦しむつばさについて思い悩む。赤松先生や夫などに相談するが、赤松先生は話を聞いてもらえず取り合ってもらず、夫に至っては赤松先生が正しくあさがお教室に入ったつばさが悪いと豪語されてしまった。幸子と渋沢さんとの出会いがきっかけで、初めて学習障害について知る。
井口 亮太（いぐち りょうた）
光が6年生の時にあさがお教室に編入してきた4年生。ADHDの特徴が強いアスペルガー障害児。障害の特徴がもたらす周囲への被害も多く、過去にはクラス中の総スカンを食らったこともあった。母親の理解と協力が無いために状況が改善されない日々が続くが、美羽の母のはたらきかけがきっかけで、後に、おひさまハウスで遊ぶようになった。
亮太の母
かつては亮太がADHDだと認めておらず、あさがお教室に編入させられたことを不満に思っていた。電話をかけても出ず、授業参観にも来なかったが、離婚したばかりでパチンコ屋で働いていたからだと判明。また、保護者たちからの痛い視線がトラウマで、授業参観にも行けなかった。
太田 美咲（おおた みさき）
光が5〜6年生の時の交流学級に在籍していた。剣道が得意。海七太の自宅マンションの近所の官舎に住んでいる。弟が1人いる。
学校や通学路でミーハーな母親に写真を撮られそうになる海七太の前に立って守ったことがある。決して表立った素振りを見せることはなかったが、実は海七太に対して密かな想いを持っていた。海七太が転校するとき「友チョコ」と称してバレンタインチョコを渡し、過去に海七太に助けてもらったことへの感謝を伝える。
刑事である父親の影響が強く、小学校卒業時の将来の夢は「プロファイラー」。剣道仲間に誘われ愛甲中学校へ進学した。
美咲の母
子供たちが小学校6年時に広報委員に就任した。娘の美咲が光たちと仲良くなったことがきっかけで、彼女も幸子たちと仲良くなり、小学校の卒業式の後には子供たちと一緒にカラオケに行ったりもしている。女性らしいフェミニンな服装を好み、美咲にもかわいい服を買い与えていたが、前述のカラオケの時に「お母さんのフリフリ趣味にはもう付き合えない」と言われてしまった。時に海七太の母と申し合わせお膳立てしながら、娘と海七太とのはっきりしない仲を静かに見守っている。
タカアンドトシのようなツッコミを入れることが癖になっている。
副崎君（そえざきくん）
下の名前は不明。光が5〜6年生の時の交流学級に在籍していた。兄弟の末っ子。勉強ができ、周囲に対しても親切。信明が欠席した修学旅行では萌、ござる君、美咲たちと共に、光のサポートをした。私立開明中学校へ進学。将来の夢は物理学者。
副崎君の母
子供たちが6年生の時に卒対委員に就任。過去に何度も役員を歴任している。授業参観日において、光と海七太が原因で息子の発表時間が無かったことを不服に、西脇先生に抗議したことがあった。役員決定会議においての幸子の言動に、共感と思いやりを持つようになる。
佐野 早織（さの さおり）
小学校5〜6年の時に光の交流学級に在籍していた。おしゃれと芸能人が好きな、今時の女の子。5年生の時の宿泊学習で、くじ引きで光たちの班になる。それまでは仲のいい友達といつも行動を共にして、幸子や西脇先生に『ひそひそ話が感じ悪い』と思われていたが、宿泊学習で光たちと共に過ごしたことで、帰る頃には海七太に『絶対いい役者になれる』と断言するなど、先生たちも驚くほど大胆になった。また、8巻では光が自身の胸を触ったことに気づき大きな声で「キャー」と叫んでいる面がある。将来の夢はスタイリスト。
島田さん
名は不明。光と同じ学年で、5,6年時に交流学級に在籍した娘（名は「ゆうか」）がいる。
専業主婦であるがために、学校の役員を任命されることを不満に思っていた。かつて娘の担任であった郡司先生への印象は悪く、学校に貢献しているにもかかわらず娘を劇で「月」役にしたことを根に持っている。
何かと特別扱いされる幸子親子についても不満に思い、参観日においては苦情を漏らし、役員決定会議においては幸子を役員就任に推していた。
瀬戸さん
名は不明。穂田中学校2年時に交流学級に在籍していた、えくぼがかわいい茶道部員の女の子。光が彼女の顔を頻繁に凝視するために、周囲から冷やかしを受けるが、授業中はさり気なく光をサポートしてくれた。

### 先生・専門家
杉山先生
杉山医院の医院長。光が自閉症である可能性を最初に指摘した。小児科、内科、外科などを診察でき、自閉症についての理解もある故に、東家のかかりつけ医となっている。
新井先生
福祉センターの保育士。初めて幸子と光に手を差し伸べてくれた人間。彼女が幸子の話を聞いて涙ぐんだことで、幸子の心が軽くなった。また、母子通園の先生でもあった。
大沢先生
福祉センターの心理指導担当者。就園・就学のアドバイスや、トラブルの対処方法などを指南してくれる。
広川 由美（ひろかわ ゆみ）
光が就学前1年間通った、七月町保育園の年長組の担任。幸子の要望にも嫌な顔一つせず応じ、試行錯誤しながらも光に接し、園児との仲介もしてくれたほか、卒園式終了後も学籍期間である3月末日まで光を保育園で預かるなどの便宜も図ってくれた。後に花音も彼女が担任をするクラスに入る。
渋沢さん
「NPO法人自閉症サポートセンターおひさまハウス」の代表者。自閉症児を抱える家族の良きアドバイザーでもある。青木先生と若林先生の結婚式の際、光たちのお世話役のボランティアとして知り合った。自閉症の息子を小学5年生で亡くし、その後離婚した過去がある。
森さん
光が小学1年生のときにお世話になった、おひさまハウスのボランティアの大学生。大沢先生の大学の後輩でもある。「ひげ、金髪、ピアス」などボランティアには程遠い風貌の男性ではあるが、光をはじめ子供受けが良い。障害児のコミュニケーションやサポートなどにVOCAやQHWなどの機器を使いこなし、後輩たちにも伝授していった。花音出産時は、おひさまハウスにて光を預かり面倒を見てくれた。大学卒業後、教育大学附属の養護学校の教員に就職。
海野さん
光が小学5年生のときにお世話になった、おひさまハウスのボランティア。教育大学の学生で、光と電車クイズで度々遊んでくれた。また、花音の水疱瘡闘病中は、幸子に代わり光の登下校の付き添いもしてくれた。森さんの後輩。
副島先生
心理士。大学で講義もしている。授業をスムーズに進めることができなかった郡司先生に、レクチャーもしてくれた。

### その他の登場人物
幸子の両親
東家から車ですぐに行ける距離に住んでいる。父は定年退職し隠居生活中。趣味は釣り。母は高血圧の持病があり、狭心症で入院・手術と退院を繰り返している。一人娘の幸子のことを嫁いでからも大事に思い、幸子が雅人と険悪になり離婚覚悟で光と家出したときには、夜中突然やってきた娘と孫を温かく迎え入れた。
雅人の母
東家とは同じ沿線であるS区に住んでいる。史子と雅人が独立後は、独り持ち家を守っていたが、雅人の転勤を期に雅人一家を受け入れ同居を始めた。
社交ダンスが趣味である。
光からは「東おばあちゃん」とも呼ばれている。
雅人の青年期に急逝した研究所職員であった夫は、子供たちの面倒見は良かったものの、妻には冷たく孤独感を与える人であった。
家事・育児ともに手を抜かず完璧にこなす良妻賢母で、光の幼い頃はアポ無しで訪問し、幸子の育児を批判した。世間体をとても気にする性格故に、自閉症について無知だった頃には、法事の席で暴れ騒ぐ光を見て、幸子を責めたこともあったが、雅人が入院した時期に偶然自閉症の手引きを見たことと、幸子の父の説得で考えが変わり、光が小学校就学前にはランドセルを買ってくれ、幸子に謝罪した。
その後も光が小学4年生時に発表会を見に来てくれたりなど、光に愛情を示していたが、花音が4歳頃あたりからは花音の進路について価値観を押しつけた上で「花音を引き取って育てたい」旨の発言をしたり、花音が主役の行事に口を挟むなど、光に背を向け花音を贔屓するようになる。
光が中学生になった現在では、光の障害者としての現状を受け入れられず幸子と雅人に苦言を呈しながらも、光のみが写った写真を家に飾ったり、花音の卒園式の日に光を預かるなど、再び歩み寄りの姿勢を見せている。
しかし、同居開始後から、長男一家が加わった生活環境の変化や、光の奇行やパニックで被害を受けたことなどで、苛立ちを募らせていく。それ故に、雅人のいないところで幸子に対し光についてキツイ言葉を浴びせることも多々あるが、実は心の中でそんな自身に苦しみ、自己嫌悪を抱いている。
社交ダンス教室で知り合い、かつてのパートナーだった奥村さんには心を許しており、互いに悩みを相談し合う。彼が家守をする小淵沢の別荘にも度々足を運んでいる。
乃彩ちゃん（のあちゃん）
光と同じ年のいとこ（史子の長女）。
光と相対し、2歳半できちんと挨拶ができて箸も上手に使うことができる賢い子だった。
小学校は私立英葉学園に就学。その後、父の仕事の都合により一家でシアトルへ転居した。
花音の七五三と小学校入学式には、彼女のお下がりの着物と洋服を着用した。
姓は不明。
史子（ふみこ）
雅人の実姉であり、乃彩の母親。英葉学園の出身で、独身時代は外資系商社の営業秘書をし、上司の紹介で結婚した。黒髪のショートカットでハンサムな女性。幸子とは違い、人工栄養や紙おむつに頼らない子育てをしていた。雅人一家が実母と同居することが決まり、かつての自分の部屋が光に使われることを知り不快感を示していたが、幸子に対しては自分と同じ嫁の立場として同情し、自分は将来姑の立場にならないことに安堵感を持っている。軽井沢で奥村さんと密会する母を見た友人の話を聞き心配し、雅人に国際電話で耳打ちした。
ジェニー
東家と同じマンションに住んでいたジャパゆきさんの1人で、ショーパブに勤務。祖国フィリピンの親に日本人との間に出来た息子を預けて再来日していた。光は小学1年生のとき、家を度々抜け出しては彼女たちの住む部屋へ遊びに行っていた。そういった縁から、花音出産の際には仲間のフィリピン人たちと共に産気づいた幸子を手助けしたり一時的に光の面倒を見てくれたりした。東家が母と同居が決まった頃には、既にどこかへ転居していた。
下の人
名前は不明。
東家と同じマンションの、真下の部屋に住んでいる女性。10年以上の間、光がパニックを起こして暴れるたびに我慢をさせられたり、自分の庭の植木に光が布団ごと落ちてきて心臓が止まるほど驚かされたりと、作中ではロクな目に遭わない。
主事さん
光が七月小学校入学前から勤務している年配の女性。暇をみては、あさがお教室に顔を見せたり、畑での作業を手伝ったりなどしてくれた。また、保護者が知り得ないような校内の情報などを、幸子と美羽の母に耳打ちしてくれた。花音が小学校入学前の年度をもって退職した。
栗林先生（くりばやし-）
光の林間学校の際に光の補助員となった青年男性。その当時は教員待ちだった。
林間学校後の7巻では青木先生講演のセミナーに参加していたが、8巻以降一切登場しなくなった。
郡司 久美（ぐんじ くみ）
郡司先生の一人娘で、年齢は30歳（7巻）。かつては教員志望だったが教員採用試験に数回落ちてからはその夢を諦め、以後フリーター。
いつまで経っても親(特に母)に頼り切りであることから母の悩みの種となっている。
湯川 亜美（ゆかわ あみ）
花音が七月小学校1年時に同じクラスになる。豪邸で祖母・両親・4歳下の弟1人と住んでいる。2歳くらいの時はモデル事務所に所属していた。クラスの子皆を自宅に招いた誕生パーティーに、花音だけ招待しなかった。
亜美の母
名は不明。
母親グループのリーダー的存在で、花音が2歳くらいのとき、公園でたまに会う幸子と花音を、自宅のひな祭りパーティーに招待する。パーティーに同行した小学校3年生の光が粗相をしたことが原因で、パーティーの雰囲気が気まずくなった一件から疎遠になる。花音と娘が小学校1年生になり同じクラスになったことがきっかけで再会するが、気まずい雰囲気になっていた。
飯田 遼（いいだ りょう）
花音と同じ年であり、湯川家のひな祭りパーティーの参加者。花音が七月小学校1年時に同じクラスになる。母親とは対照的に強気な性格で、光の言動を馬鹿にした行動をして花音をからかい、花音と取っ組み合いの喧嘩をした。
遼の母
湯川家のひな祭りパーティーの参加者。ひな祭りパーティーでは花音を不憫がる発言をしたせいもあって、敬遠になる。息子が花音をからかったことについて、幸子に謝罪するとともに、子供に障害をどう説明したら良いか尋ねた。
のんちゃん
遼と同じく、花音と同じ年で湯川家のひな祭りパーティーの参加者。姓は「氷上（ひかみ）」だが、名は不明。公園遊びと、ひな祭りパーティーでは花音に自分のおもちゃを取られ泣かされていた。七月小学校1年時、花音と同じクラスになる。
のんちゃんの姉
名は不明。湯川家のひな祭りパーティーの参加者。いつも妹のおもちゃを横取りにして泣かしてくる花音に怒り、パーティーでは粗相をした光をだしに花音に意地悪をした。妹たちが小学校1年生になった時に、妹と亜美と遼に、光についての悪口を話し、光に嫌がらせをしろと命令する。
のんちゃんの母
名は不明。湯川家のひな祭りパーティーの参加者。娘が花音の被害に遭っていたせいか、パーティーでは幸子親子については「光の面倒を託すために花音を生んだ」と勝手な憶測をたてて噂したり、氷上親子の言動を見た幸子が気を害し帰宅したことについて数年後に「感じ悪い」と漏らすなど、気に喰わない様子がうかがえる。
野田 とも（のだ とも）
花音の保育園での一番の仲良し。母親は保育士。小学校も同じ七月小学校に入学するが、隣のクラスに配属された。それでも、花音の友達でいる。花音と同じく、学童保育に所属している。
翔兵（しょうへい）
姓は不明。フリーターで一人暮らしをしている。夜の遊戯施設で小学校卒業直後の絵里と出会って以来、絵里よりも7歳年上であるが、桃子・裕太を交えよく遊ぶようになる。
絵里が中学2年生になった現在、彼女に妊娠の恐れが生じるほど、親密な仲となる。15巻で喫茶店でアルバイトをしていた絵里に色々言った後自分の部屋に閉じ込めるが絵里は助けられ自分は警察に捕まった
桃子（ももこ）、裕太（ゆうた）
姓は不明。絵里の友達で、未成年でありながらタバコを吸う、補導員に暴言を吐くなど、不良。翔兵を介し絵里と知り合って以来、絵里よりも4歳年上であるがよく遊ぶ仲になる。桃子については絵里から「桃姉」と呼ばれ親しまれている。
入江 瞳（いりえ ひとみ）
東家が住むマンションの一階に住んでいる。花音の3歳年上で、同じ登校班。毎朝花音を迎えに来て、放課後に互いの家で遊ぶこともある。兄が1人いる。
瞳の母
下の名前は不明。
花音出産の日に起きた台風の中、心配して避難直前に幸子に声をかけてくれた。彼女の風貌から花音は「メガネのおばさん」と呼んでいた。小学校登校前に瞳に迎えに行かせることと交換条件に、遠回しにマンションの管理組合の理事の依頼をしてきた。
岡 純子（おか じゅんこ）
雅人の会社の部下。風貌はエビちゃんOLで、谷川曰く「（幸子に）少し似ている」。雅人に密かに思いを寄せていて、忘年会で酔っぱらった勢いで「大好き」と言いながら雅人に抱き付いたり、交通事故後から様子が変わった兄について相談に乗ってもらったりした。幸子に「雅人の浮気相手」と誤解される。雅人が神奈川事業所への転勤が決まり、送別会終了後に思いを告白するものの、家庭一筋の雅人に相手にされないことを覚り、失恋を受け入れる。
谷川くん（たにがわくん）
下の名前は不明。
雅人の会社の部下。下の名前は不明。元々雅人の下で働いていたが、旅行業務に左遷される。しかし、人事制度が変わったのを機に雅人と共に本社に復帰。現在は雅人の補佐役。
臼井部長（うすい-）
雅人の元上司で、雅人を越谷事業所に左遷した張本人。トレードマークはバーコード頭。下の名前は不明。部下を冷遇するなどから部下からの評判はかなり悪い。
過去に部下を冷遇した罰が当たったのか、7巻ではバーレーンに赴任となった。
弟が一人いる。
奥村さん（おくむらさん）
下の名前は不明。
雅人の母のダンスの元パートナー。出版社を定年退職した。妻を早くにガンで亡くし、以後は独身。同居していた息子夫婦にお荷物扱いされ、その嫁とは特に上手くいっていなかった。現在はダンススクールを辞め、小淵沢にある領毛つばさの別荘に移り住み、彼の身の回りの世話や留守番をしている。趣味から離れた場でも、雅人の母に家庭菜園で作った野菜を分けたり、自分の住む別荘に招待したりなど親しい様子である。
領毛 つばさ（りょうもう つばさ）
奥村さんの出版社勤務時代からの友人で発達障害者（亮太同様、アスペルガー症候群とADHDを併発）。米国では工学博士、日本では小説家として活躍している。雅人の母を「奥村さんの奥さん」と勘違いし続けている。

## 書誌情報

### 単行本
- 戸部けいこ 『光とともに…〜自閉症児を抱えて〜』秋田書店〈書籍扱いコミックス〉、全15巻+別冊

1. 2001年7月19日発売 ISBN 978-4-253-10433-3
2. 2002年2月21日発売 ISBN 978-4-253-10434-0
3. 2002年10月31日発売 ISBN 978-4-253-10441-8
4. 2003年4月24日発売 ISBN 978-4-253-10442-5
5. 2003年12月4日発売 ISBN 978-4-253-10443-2
6. 2004年6月3日発売 ISBN 978-4-253-10444-9
7. 2004年11月25日発売 ISBN 978-4-253-10445-6
8. 2005年5月28日発売 ISBN 978-4-253-10455-5
9. 2005年11月28日発売 ISBN 978-4-253-10456-2
10. 2006年8月28日発売 ISBN 978-4-253-10457-9
11. 2007年5月28日発売 ISBN 978-4-253-10581-1
12. 2007年11月28日発売 ISBN 978-4-253-10582-8
13. 2008年4月28日発売 ISBN 978-4-253-10583-5
14. 2009年1月28日発売 ISBN 978-4-253-10584-2
15. 2010年6月3日発売 ISBN 978-4-253-10585-9[注釈 22]

　別冊 2016年6月16日発売 ISBN 978-4-253-10507-1 - 作画：河崎芽衣（事実上の最終巻）

### 秋田文庫
1. 2010年7月9日発売 ISBN 978-4-253-18081-8
2. 2010年7月9日発売 ISBN 978-4-253-18082-5
3. 2010年10月8日発売 ISBN 978-4-253-18083-2
4. 2010年10月8日発売 ISBN 978-4-253-18084-9
5. 2011年1月7日発売 ISBN 978-4-253-18085-6
6. 2011年4月8日発売 ISBN 978-4-253-18086-3
7. 2011年7月8日発売 ISBN 978-4-253-18087-0
8. 2011年10月7日発売 ISBN 978-4-253-18088-7
9. 2012年1月4日発売 ISBN 978-4-253-18089-4
10. 2012年4月10日発売 ISBN 978-4-253-18090-0

### 新装版
1. 〈誕生・幼児編 / 保育園編〉 2017年4月14日発売 ISBN 978-4-253-16356-9
2. 〈小学校低学年編〉 2017年4月14日発売 ISBN 978-4-253-16357-6

### その他
- 光り輝くあしたへ〜「光とともに…」が遺したもの〜 2012年4月16日発売 ISBN 978-4-253-10431-9（著者：河崎芽衣）
- チャレンジ!―『光とともに…』が遺したもの 2013年6月14日発売 ISBN 978-4-253-10593-4（著者：鳴母ほのか）

## テレビドラマ
2004年4月14日から6月23日まで毎週水曜日22:00 - 22:54に、日本テレビ系「水曜ドラマ」枠で放送された。初回と最終回は15分拡大。篠原涼子の連続ドラマ初主演作。

### 概要
平均視聴率は15.4%、最高視聴率は最終回の18.3%と高視聴率を記録した。
第42回ギャラクシー賞 テレビ部門奨励賞を受賞。第41回ザテレビジョンドラマアカデミー賞で最優秀作品賞、篠原涼子は主演女優賞、齋藤隆成は助演男優賞、小林聡美は助演女優賞を受賞した。
日本テレビでは再放送枠『Dパラダイス』にて2006年8月28日 - 9月13日までと、2007年6月5日 - 7月5日まで再放送された。さらに、再放送枠『ゴゴドラ』にて2009年3月31日 - 4月27日まで再放送された。

### キャスト

#### 東家・親族
東 幸子（あずま さちこ）〈31〉
演 - 篠原涼子
主人公。光の母親。
東 光（あずま ひかる）〈6〉
演 - 齋藤隆成（小学校入学前まで：仲條友彪）
幸子と雅人の息子。自閉症。
東 雅人（あずま まさと）〈32〉
演 - 山口達也（当時TOKIO）
幸子の夫、光の父親。
東 貴子（あずま たかこ）〈54〉
演 - 高橋惠子
雅人の母、光の祖母。
西山 裕子（にしやま ゆうこ）
演 - 金沢碧
幸子の母、光の祖母。

#### 七月小学校 教師
里緒 秀美（りお ひでみ）〈33〉
演 - 小林聡美
養護教諭。特殊学級「あさがお教室」の担任。
桜 俊也（さくら しゅんや）〈30〉
演 - 武田真治
教師。交流学級となる1年1組の担任。
川見 純（かわみ じゅん）〈24〉
演 - 市川実日子
教師。音楽の先生。
矢吹 一（やぶき はじめ）
演 - 渡辺いっけい
校長。

#### 幸子と光の関係者
藪下 めぐ美（やぶした めぐみ）〈28〉
演 - 井川遥
琴美の母親。
藪下 檜冶（やぶした かいじ）〈29〉
演 - 大倉孝二
めぐ美の夫、琴美の父親。
藪下 琴美（やぶした ことみ）
演 - 小林愛里香
めぐ美と檜冶の娘。自閉症。
相良 薫（さがら かおる）〈34〉
演 - 鈴木杏樹
萌の母親。
相良 武司（さがら たけし）
演 - 飯田基祐
薫の夫、萌の父親。
相良 萌（さがら もえ）
演 - 大城紀代
薫と武司の娘。1年1組生徒。
小沢 和正（おざわ かずまさ）
演 - 笹野高史
堅太の父親。

#### その他関係者
森（もり）
演 - 金子ノブアキ
ボランティアの学生。
奥田 晴海（おくだ はるみ）
演 - 森口瑤子
あさがお教室の後任予定の先生。
郡司（ぐんじ）
演 - 片桐はいり
あさがお教室の後任の先生。
マンション管理人
演 - 甲本雅裕
御婦人
演 - 淡路恵子

#### 七月小学校 1年1組生徒
- 安倍 翼 - 高畑翼
- 石破 克実 - 若葉克実
- 小沢 堅太 - ささの堅太
- 菅 航 - 関口航
- 古賀 麻由子 - 福田麻由子
- 辻本 のの - 山田聖乃
- 土井 朝華 - 山田朝華
- 福島 沙耶 - 片岡沙耶
- 石原 響 - 清水響
- 小泉 舞 - 宮治舞
- 高島 篤 - 鎌田篤
- 長嶋 あやめ - 小島あやめ
- 北島 真治 - 荻原真治
- 末次 大河 - 斉藤大河
- 高橋 恵多 - 宮谷恵多
- 谷 成美 - 篠原成美

### スタッフ
- 原作 - 戸部けいこ『光とともに…〜自閉症児を抱えて〜』（秋田書店『フォアミセス』連載）
- 脚本 - 水橋文美江
- 演出 - 佐藤東弥、佐久間紀佳
- 音楽 - 溝口肇
- 主題歌 - RYTHEM「万華鏡キラキラ」（Sony Music Associated Records）[12]
- 医事監修 - 内山登紀夫
- 美術デザイン - 高野雅裕
- チーフプロデューサー - 梅原幹
- プロデューサー - 櫨山裕子、内山雅博
- 制作協力 - オフィスクレッシェンド
- 製作著作 - 日本テレビ

### 放送日程
| 各話                                                       | 放送日  | サブタイトル                                | 演出       | 視聴率 |
| ---------------------------------------------------------- | ------- | ------------------------------------------- | ---------- | ------ |
| 第1話                                                      | 4月14日 | 愛しい我が子に衝撃の告知…家族の愛の物語     | 佐藤東弥   | 16.3%  |
| 第2話                                                      | 4月21日 | ママと呼んで欲しい…あなたが好きだから       | 佐藤東弥   | 16.0%  |
| 第3話                                                      | 4月28日 | ママのお願い…あなたの心をもっと知りたい     | 佐久間紀佳 | 13.9%  |
| 第4話                                                      | 5月05日 | ママは後悔しない…あなたが好きだから!        | 佐藤東弥   | 12.6%  |
| 第5話                                                      | 5月12日 | 我が子に手を上げた…姑の理解とまごころ       | 佐藤東弥   | 14.8%  |
| 第6話                                                      | 5月19日 | あなたを思い切り抱きしめたい…心の中で       | 佐久間紀佳 | 14.4%  |
| 第7話                                                      | 5月26日 | 皆の期待を裏切りたくない!ママの誤算…        | 佐藤東弥   | 17.2%  |
| 第8話                                                      | 6月02日 | それぞれの運動会…見守るママ達に奇跡が       | 佐久間紀佳 | 15.2%  |
| 第9話                                                      | 6月09日 | ママはもっと強くなりたい…胸に秘めた涙       | 佐藤東弥   | 15.1%  |
| 第10話                                                     | 6月16日 | いつか離れていくあなたに出来る事            | 佐久間紀佳 | 15.4%  |
| 最終話                                                     | 6月23日 | 最後の連絡帳…明かされる先生の思いと母の決意 | 佐藤東弥   | 18.3%  |
| 平均視聴率 15.4%（視聴率は関東地区・ビデオリサーチ社調べ） |         |                                             |            |        |

- 初回・最終回は22時 - 23時9分の15分拡大放送。

### 受賞
- 第42回ギャラクシー賞
  - テレビ部門 奨励賞[9]
- 第41回ザテレビジョンドラマアカデミー賞[10][13]
  - 最優秀作品賞
  - 主演女優賞（篠原涼子）
  - 助演男優賞（齋藤隆成）
  - 助演女優賞（小林聡美）

### 関連商品
DVD
- 光とともに…〜自閉症児を抱えて〜 DVD-BOX（2004年9月22日発売、バップ）
- 光とともに…〜自閉症児を抱えて〜 DVD Vol.1〜4（2004年9月22日発売、バップ）

サウンドトラック
- 〜日本テレビ ヒューマン・ドラマ・セレクション〜 光とともに… オリジナル・サウンドトラック（2004年6月9日発売、ビクターエンタテインメント）

| 日本テレビ系 水曜ドラマ                      | 日本テレビ系 水曜ドラマ                                      | 日本テレビ系 水曜ドラマ                                        |
| 前番組                                       | 番組名                                                       | 次番組                                                         |
| -------------------------------------------- | ------------------------------------------------------------ | -------------------------------------------------------------- |
| 警視庁鑑識班2004 （2004年1月14日 - 3月17日） | 光とともに… 〜自閉症児を抱えて〜 （2004年4月14日 - 6月23日） | ラストプレゼント 娘と生きる最後の夏 （2004年7月7日 - 9月15日） |